# Giovanni Bertolucci
Giovanni Bertolucci (Parma, 24 giugno 1940 – Roma, 17 febbraio 2005) è stato un produttore cinematografico italiano, cugino dei registi Bernardo e Giuseppe, nonché nipote dello scrittore Attilio Bertolucci.

## Biografia
Figlio di Ugo Bertolucci, fratello di Attilio (luglio 1906 – 25 settembre 1941), iniziò la carriera come produttore cinematografico nel 1967, finanziando oltre quaranta pellicole dirette dal cugino Bernardo e da altri registi importante, come Tinto Brass,
dapprima per conto dell'Euro International Film, della Rusconi Film, poi per la Rizzoli Film, e infine fondando la San Francisco Film con Aldo Ulisse Passalacqua, diventata in seguito la California Film. Nel 1994 fu candidato al Nastro d'argento come miglior produttore per il film Dove siete? Io sono qui.

## Filmografia

### Cinema
- Partner, regia di Bernardo Bertolucci (1968)
- Metti, una sera a cena, regia di Giuseppe Patroni Griffi (1969)
- Il conformista, regia di Bernardo Bertolucci (1970)
- Strategia del ragno, regia di Bernardo Bertolucci (1971)
- Incontro, regia di Piero Schivazappa (1971)
- La cosa buffa, regia di Aldo Lado (1972)
- Teresa la ladra, regia di Carlo Di Palma (1973)
- Il profumo della signora in nero, regia di Francesco Barilli (1974)
- Sesso in confessionale, regia di Vittorio De Sisti (1974)
- Gruppo di famiglia in un interno, regia di Luchino Visconti (1974)
- La mazurka del barone, della santa e del fico fiorone, regia di Pupi Avati (1975)
- Fantozzi, regia di Luciano Salce (1975)
- Bruciati da cocente passione, regia di Giorgio Capitani (1976)
- L'innocente, regia di Luchino Visconti (1976)
- Il secondo tragico Fantozzi, regia di Luciano Salce (1976)
- La stanza del vescovo, regia di Dino Risi (1977)
- Nenè, regia di Salvatore Samperi (1977)
- Così come sei, regia di Alberto Lattuada (1978)
- La luna, regia di Bernardo Bertolucci (1979)
- Oggetti smarriti, regia di Giuseppe Bertolucci (1980)
- La tragedia di un uomo ridicolo, regia di Bernardo Bertolucci (1981)
- Vieni avanti cretino, regia di Luciano Salce (1982)
- La chiave, regia di Tinto Brass (1983)
- Miranda, regia di Tinto Brass (1985)
- Il Bi e il Ba, regia di Maurizio Nichetti (1985)
- La signora della notte, regia di Piero Schivazappa (1986)
- Tenerezza, regia di Enzo Milioni (1987)
- Capriccio, regia di Tinto Brass (1987)
- Arrivederci e grazie, regia di Giorgio Capitani (1988)
- Snack Bar Budapest, regia di Tinto Brass (1988)
- Minaccia d'amore, regia di Ruggero Deodato (1988)
- ZEN - Zona Espansione Nord, regia di Gian Vittorio Baldi (1988)
- Un amore di donna, regia di Nelo Risi (1988) – produttore esecutivo
- La cintura, regia di Giuliana Gamba (1989)
- Paprika, regia di Tinto Brass (1991) – produttore associato
- Così fan tutte, regia di Tinto Brass (1992)
- Ostinato destino, regia di Gianfranco Albano (1992)
- Mamma ci penso io (Mom I Can Do It), regia di Ruggero Deodato (1992)
- Dove siete? Io sono qui, regia di Liliana Cavani (1993)
- Fermo posta Tinto Brass, regia di Tinto Brass (1995)
- Giovani e belli, regia di Dino Risi (1996)
- Monella, regia di Tinto Brass (1998)
- Fallo!, regia di Tinto Brass (2003)

### Televisione
- La via del petrolio, regia di Bernardo Bertolucci (1967) – direttore di produzione
- La sciantosa, L'automobile e 1943: un incontro, episodi di Tre donne, regia di Alfredo Giannetti (1971)
- Marco Polo, regia di Giuliano Montaldo (1982)
- Oceano, regia di Ruggero Deodato (1989)
- Estasi, regia di Maria Carmela Cicinnati e Peter Exacoustos (1993) – film televisivo
- La contessa di Castiglione, regia di Josée Dayan (2006) – produttore esecutivo, presentato postumo